# 李完九
李 完九（イ・ワング、이완구、1950年6月2日 - 2021年10月14日）は、韓国の政治家。元国務総理（首相に相当）、元忠清南道知事、第15・16・19代国会議員。朴槿恵大統領の側近。元セヌリ党院内代表。

## 経歴
1950年6月2日、忠清南道青陽郡出身。本貫は驪州李氏。成均館大学校、ミシガン州立大学大学院卒業。1974年に行政高等試験に合格し、1975年に経済企画院（現在の企画財政部）事務官となる。徴兵身体検査の際に舟状骨の副骨の障害を理由として補充役招集を受け、1976年5月に入営し1977年4月に満期で服務を満了した。忠北地方警察庁、忠南地方警察庁長などを歴任し、経済や治安分野において能力を認められた。1996年に新韓国党から第15代総選挙に出馬し初当選。2004年までの8年間、国会議員を2期（第15・16代）務めた。
2006年には第35代忠清南道知事に当選するが、行政中心複合都市として建設が進んでいた世宗特別自治市について、当時の李明博大統領が計画の縮小を行ったことに反発し、2009年に道知事を辞任。このことで当時、ハンナラ党内で李明博と争っていた朴槿恵の信頼を勝ち得たとされている。2012年の大統領選挙では朴槿恵陣営の忠清南道誉選挙対策委員長を務め、朴の当選に貢献。2013年に補欠選挙に当選して国政復帰を果たし、2014年5月8日にセヌリ党院内代表に選出された。忠清道出身議員がセヌリ党の院内代表となるのはこれが初だった。親朴槿恵派に分類されるが野党との関係も円満で、広い人脈を持つ人物と評価されている。
2015年1月23日、辞任を表明していた鄭烘原国務総理の後継となることが青瓦台（大統領府）より発表された。李は指名を受け、大統領に苦言と直言をする国務総理になると抱負を述べた。後述するような疑惑が浮上し、2月16日の任命同意案の採決では与党側から7人以上の造反を出しながらも賛成148、反対128、無効5票で可決、2月17日に就任式が執り行われて就任した。
しかし、新たに発生した建設会社会長成完鍾の不正資金提供疑惑を受けて、就任から2ヶ月あまりで国務総理を辞任した。贈収賄事件については2017年に無罪が確定しており、その後は政治的な再起を図っているとされる。
晩年は血液のがんを患い闘病生活を送った。2012年初に多発性骨髄腫の診断を受け、骨髄移植後は完治したが、後にがんが再発し、2021年10月14日に71歳で死去した。

## 疑惑

### 土地投機疑惑など
先述のとおり舟状骨の副骨の障害のために軍隊生活を1年1ヶ月で終えているが、国務総理就任が内定すると、一部報道機関から肺疾患を理由に早期転役したのではないかという疑惑が報じられた。また李の次男が留学中にサッカーの試合で前十字靭帯が破裂する大怪我を負ったことで入営延期対象となったことにも疑惑の目が向けられた。李が所属するセヌリ党はこうした声に対して疑念を完全に否定している。またこれらの疑惑が真実であったとしても、兵役を免除された経験を持つ人物の国務総理就任を疑問視する声もあがった。このほか、土地投機に関する疑惑や、高級マンションの財産記載漏れ、論文盗用、さらには報道機関に圧力をかけ自らに不利な報道をやめさせようとした疑惑も浮上した。2015年2月10日より国会で開始された人事聴聞会では、李完九が報道機関に圧力をかけたとされる音声テープを野党・新政治民主連合が公開するなど波乱の展開となり、李自身も謝罪に追い込まれた。
また李の忠清南道知事在任中に実弟が贈収賄事件を起こしていたことが2011年に発覚したが、李自身は関与していないとされている。

### 不正資金疑惑
前述の疑惑とは別に、ソウル地検が前任の大統領だった李明博政権時の資源開発不正疑惑を捜査する中で、建設会社会長の成完鍾が捜査線上に浮上したが、成完鍾は自殺体となって発見された。この成完鍾の遺体の着衣のポケットの中に自身が不正資金を提供したとみられる人物の実名と金額などが書かれているメモ、通称「成完鍾リスト」が発見され、韓国政界を揺るがす事態となった。具体的には以下のようなことが書いてあった。
- 許泰烈元青瓦台秘書室長 - 7億
- 劉正福仁川市長 - 3億
- 洪文鐘元セヌリ党事務総長 - 2億
- 洪準杓慶尚南道知事 - 1億
- 釜山市長 - 2億
- 金淇春前青瓦台秘書室長 - 「2006年9月26日」「ドイツ・ベルリン」と書かれていた。
- 李完九 - 名前だけが書かれていた。
- 李丙琪現青瓦台秘書室長 - 名前だけが書かれていた。

李完九に関しては名前が記載されているだけで金額は書かれておらず、8人とも金品の授受を否定した。しかし4月14日になって成完鍾の生前の録音が公開され、その中で成完鍾が2013年4月に再選挙に立候補した李完九に3000万ウォン（約330万円）を渡したと証言していたことから、一転して李完九も疑惑の対象となった。李完九は金銭の受け取りを否定したものの、結局4月20日に国務総理を辞任する意向を表明、4月27日に南米歴訪から帰国した朴槿恵がこれを了承し、辞任した。李完九は7月2日に在宅起訴され、2016年1月5日の公判で検察より懲役1年を求刑され、1月29日に懲役8カ月、執行猶予2年の判決がソウル中央地方裁判所で言い渡された。9月27日に、一審判決を破棄し無罪とする控訴審判決がソウル高等裁判所で言い渡された。2017年12月22日、最高裁判所が二審判決を支持し無罪が確定。その後、自らを起訴した文武一検察総長を職権乱用などの容疑で検察に告発している。

## 日本との関わり
- 2015年4月1日の記者会見で、「日本が竹島と日本軍の慰安婦被害者問題、古代史歪曲に至るまで、厳然たる歴史的真実を否定したり偽りで覆ったりしている」と批判し、「歪曲された教科書を通じて誤った歴史観を植えつけながら、隣国に対する友好と善隣、国際社会の平和に貢献することはできない」「今からでも歴史的事実を直視して韓日両国の新しい未来を開くよう願う」と訴えた[27]。
- 2015年4月9日の記者会見で、日本の文化庁がウェブサイトで日本が所蔵している遺物に「任那時代」という説明を付けていることに対し「日本の歴史歪曲は（韓国の）民族魂を否定するもの」 だと批判し[28]、「歴史的真実を見れば日本の起源は百済」だと強調し、「日本王室の起源が百済という事実が立証されることを恐れて日本が正倉院を意図的に開くことができない」と話した[29]。